# Hastings
Hastings este un oraș și un district ne-metropolitan situat în Regatul Unit, în comitatul East Sussex, regiunea East Midlands, Anglia. Localitatea este renumită datorită Bătăliei de la Hastings ce a avut loc aici în 1066, moment ce a marcat Cucerirea normandă a Angliei.

## Istoric
Hastings reprezintă unul dintre cele mai importante orașe engleze din timpul Evului Mediu. A fost de asemenea calea  normanzilor către cucerirea anglo-saxonilor și a Britaniei. La comanda lui Wilhelm Cuceritorul în anul 1066 d.Hr, armata normandă câștigă importanta bătălie de la Hastings, prilej de care Wilhelm al Normandiei se folosește spre a pune stăpânire pe Britania și pentru a impune puterea normanzilor. Odată cu bătălia de la Hastings, Britania scapă treptat de sub dominația popoarelor barbare, Wilhelm Cuceritorul asigurând perpetuarea domniior și formarea statului englez. Bătălia de la Hastings marchează astfel începutul Evului Mediu în spațiul Britaniei. 

## Personalități
- Mark Davis (n. 1972), jucător de snooker;
- Gareth Barry (n. 1981), fotbalist;
- Steve Cook (n. 1991), fotbalist.